# Карл Гагелін
Карл Олівер Гагелін (швед. Carl Oliver Hagelin, нар. 23 серпня 1988, Нюкварн) — шведський хокеїст, крайній нападник клубу НХЛ «Піттсбург Пінгвінс». Гравець збірної команди Швеції.
Володар Кубка Стенлі.

## Ігрова кар'єра
Хокейну кар'єру розпочав 2007 року.
Карл починав кар'єру хокеїста в юнацьких та молодіжних командах клубу «Седертельє».
Карл Гагелін грав у коледжі за команду Мічиганського університету. Він був першим шведським хокеїстом, який грав за Штат Мічиган. 2007 року був обраний на драфті НХЛ під 168-м загальним номером командою «Нью-Йорк Рейнджерс».
«Нью-Йорк Рейнджерс» підписав з Карлом Гагеліном професійний контракт після фінальної гри в лізі серед коледжів, і той приєднався до фарм-клубу «Рейнджерів», команду «Коннектикут Вейл», у плей-оф АХЛ 2011 року. Початок сезону 2011/12 він також провів у «Коннектикуті».
Карл Гагелін дебютував у НХЛ 25 листопада 2011 року проти команди «Вашингтон Кепіталс», віддав гольову передачу Браєну Бойлю, тим самим заробивши своє перше очко в НХЛ. Свій перший гол в НХЛ Гагелін забив наступного дня у ворота «Філадельфія Флайєрс» у ворота Сергія Бобровського.
Через травму Адам Генрік з «Нью-Джерсі Девілс» не зміг виступити у матчі усіх зірок НХЛ 2012 і його місце зайняв Карл Гагелін. 15 квітня 2012 року Гагелін отримав три гри дискваліфікації за удар ліктем в голову капітана «Оттава Сенаторс», свого співвітчизника Данієля Альфредссона.
Під час локаута в НХЛ у сезоні 2012/2013 виступав у рідному клубі «Седертельє».
10 липня 2013 року підписав новий дворічний контракт з «Рейнджерами» на суму $ 4,5 млн доларів.
27 червня 2015 року «Нью-Йорк Рейнджерс» обміняв Карлу Гагеліна й два вибори на драфті 2015 року (у другому та шостому раундах) в «Анагайм Дакс» на форварда Емерсона Ітема та право вибору в другому раунді того ж драфту.
16 січня 2016 року був обміняний в клуб «Піттсбург Пінгвінс», натомість «Анагайм» отримав Девіда Перрона і Адама Кленендінга. У складі «пінгвінів» виграв двічі поспіль Кубок Стенлі, в 2016 і 2017 роках.
Був гравцем молодіжної збірної Швеції, у складі якої брав участь у 6 іграх.
Наразі провів 569 матчів у НХЛ, включаючи 112 ігор плей-оф Кубка Стенлі.

## Статистика

### Клубні виступи
| Сезон        | Клуб                     | Ліга         | Регулярний сезон | Регулярний сезон | Регулярний сезон | Регулярний сезон | Регулярний сезон | Плей-оф | Плей-оф | Плей-оф | Плей-оф | Плей-оф |
| Сезон        | Клуб                     | Ліга         | І                | Г                | П                | О                | ШХ               | І       | Г       | П       | О       | ШХ      |
| ------------ | ------------------------ | ------------ | ---------------- | ---------------- | ---------------- | ---------------- | ---------------- | ------- | ------- | ------- | ------- | ------- |
| 2007–08      | Мічиганський університет | ЦСХА         | 41               | 11               | 11               | 22               | 28               | —       | —       | —       | —       | —       |
| 2008–09      | Мічиганський університет | ЦСХА         | 41               | 13               | 18               | 31               | 32               | —       | —       | —       | —       | —       |
| 2009–10      | Мічиганський університет | ЦСХА         | 45               | 19               | 31               | 50               | 34               | —       | —       | —       | —       | —       |
| 2010–11      | Мічиганський університет | ЦСХА         | 44               | 18               | 31               | 49               | 39               | —       | —       | —       | —       | —       |
| 2010–11      | «Коннектикут Вейл»       | АХЛ          | —                | —                | —                | —                | —                | 5       | 1       | 1       | 2       | 4       |
| 2011–12      | «Коннектикут Вейл»       | АХЛ          | 17               | 7                | 6                | 13               | 6                | —       | —       | —       | —       | —       |
| 2011–12      | «Нью-Йорк Рейнджерс»     | НХЛ          | 64               | 14               | 24               | 38               | 24               | 17      | 0       | 3       | 3       | 17      |
| 2012–13      | «Седертельє»             | Аллсв        | 8                | 5                | 6                | 11               | 0                | —       | —       | —       | —       | —       |
| 2012–13      | «Нью-Йорк Рейнджерс»     | НХЛ          | 48               | 10               | 14               | 24               | 18               | 12      | 3       | 3       | 6       | 0       |
| 2013–14      | «Нью-Йорк Рейнджерс»     | НХЛ          | 72               | 17               | 16               | 33               | 44               | 25      | 7       | 5       | 12      | 16      |
| 2014–15      | «Нью-Йорк Рейнджерс»     | НХЛ          | 82               | 17               | 18               | 35               | 46               | 19      | 2       | 3       | 5       | 6       |
| 2015–16      | «Анагайм Дакс»           | НХЛ          | 43               | 4                | 8                | 12               | 14               | —       | —       | —       | —       | —       |
| 2015–16      | «Піттсбург Пінгвінс»     | НХЛ          | 37               | 10               | 17               | 27               | 18               | 24      | 6       | 10      | 16      | 14      |
| 2016–17      | «Піттсбург Пінгвінс»     | НХЛ          | 61               | 6                | 16               | 22               | 16               | 15      | 2       | 0       | 2       | 19      |
| 2017–18      | «Піттсбург Пінгвінс»     | НХЛ          | 50               | 4                | 10               | 14               | 20               |         |         |         |         |         |
| Усього в НХЛ | Усього в НХЛ             | Усього в НХЛ | 457              | 82               | 123              | 205              | 200              | 112     | 20      | 24      | 44      | 72      |

### Збірна
| Рік                | Команда            | Турнір             | Місце              | І | Г | П | О | ШХ |
| ------------------ | ------------------ | ------------------ | ------------------ | - | - | - | - | -- |
| 2008               | Швеція             | МЧС                | 2                  | 6 | 0 | 0 | 0 | 0  |
| 2014               | Швеція             | ОІ                 | 2                  | 6 | 2 | 0 | 2 | 0  |
| Молодіжна збірна   | Молодіжна збірна   | Молодіжна збірна   | Молодіжна збірна   | 6 | 0 | 0 | 0 | 0  |
| Національна збірна | Національна збірна | Національна збірна | Національна збірна | 6 | 2 | 0 | 2 | 0  |